# 韋倩蓮
瑟琳娜·范德伍德森（Serena Caroline van der Woodsen／Serena Celia van der Woodsen）又译莎琳娜·凡·德·活遜、韋倩蓮，美國熱門電視劇和小說《緋聞女孩》中的女主角。她有著迷人的美貌和驚人的領導能力，是布萊爾·沃爾多夫的好朋友。

## 個人背景

### 原著小说
瑟琳娜是個高挑的金髮女孩，康士坦次高中的女孩們因她的美貌而認為全天下沒有什麼是她得不到的。她並沒有專業地訓練過某種技能，但經常有人告訴她她的潛力無限。她的父親經營著她高曾祖父在十八世紀創建的荷蘭運輸公司，母親莉莉是一位社交名媛。她的父母出席了幾乎所有的在城市中的名人或藝術組織發起的活動。范德伍德森家族居住在大都會博物館和中央公園對面的公園大道994號公寓。瑟琳娜和她的家人買下半個頂樓的有14間居室的頂樓公寓。
瑟琳娜神秘而美麗，是其他女孩的一個威脅。她有咬手指的習慣，在高中時幾乎每次都是她先提出和男友分手。雖然對時尚有敏銳的意識和感覺，但她沒有像布萊爾一樣對自己的著裝一定做到完美和一絲不苟。瑟琳娜是一個有魅力的、迷人的、天才的、風趣的、善良的、整天玩樂和生活悠閒的女孩，因此她吸引了非常多的男人。
除了這些，紐約客的珍妮特·馬爾科姆則形容她“光芒四射，善良，但有時會顯得有些無聊。”

### 電視劇
Serena是莉莉和William van der Woodsen的大女兒；母親是社交名媛及前芭蕾舞者；父親是億萬富翁；她有个男同性戀的弟弟叫艾力(Eric)。Serena的父母在她小時就離婚了，Serena和Eric就和她母親居住。在去寄宿學校前，Serena是上東城的“女王”，她離開後，她的好友胡貝雅（Blair）成為新的“女王”（Queen Bee）。另外，Serena；Blair及歐尼特（Nate）從小就是非常要好。在Sheppard家的婚禮上，Nate和Serena在酒吧台上發生性行為，令Blair受到很大的打击。

## 个性
- 喜欢：星期天早上在胡貝雅家喝咖啡；；夜晚游泳；不爱跟风的男孩；巴黎；松露油烤芝士；the Pierre的下午茶；牛角包
- 不喜欢：八卦新闻，别人生自己的气，客房服务，暴风雪，骗子，制服，牙医诊所
- 最好的朋友：胡貝雅
- 喜欢的人：韓定禮；歐尼特
- 最喜欢的时尚饰品：紧身衣
- 最喜欢纽约的地方：中央公园的Bethesda Terrace Arcade，Sant Ambroeus餐厅、Barney's商店、大都会博物馆、The Botanical Gardens，Serendipity 3餐厅
- 最喜欢的音乐：Feist、The Bravery、Charlotte Gainsbourg、Mika、Air、Phoenix、Arcade Fire、Joanna Newsom、Blonde Redhead
- 最喜欢的作家：Ernest Hemingway、Gabriel Garcia Marquez、Shell Silverstein、Henry James、Marisha Pessl
- 最喜欢的电影：《安妮·霍尔》；《天使爱美丽》；《小鬼当家》
- 最喜欢的设计师：Tory Burch、Lanvin、Michel Perry、Marc Jacobs、Zac Posen
- 最喜欢的电视节目：《決戰時裝伸展台》《全美超級模特兒新秀大賽》；《美国偶像》
- 心目中的英雄人物：弟弟Eric
- 格言：There's nothing wrong with keeping a secret if the truth will hurt someone.

## 感情生活
- 歐尼特
  - 開始：〈Pilot〉前（1.01）
  - 結束：〈Pilot〉前（1.01）
    - 原因：一夜情
- 韓定禮
  - 第一段：
    - 開始：〈Pilot〉（1.01）
    - 結束：〈Woman on the Verge〉（1.17）
      - 原因：韋倩蓮對他說謊。

  - 第二段：
    - 開始：〈Summer Kind of Wonderful〉（2.01）
    - 結束：〈The Dark Night〉（2.03） 
      - 原因：他們處於不同的世界。

  - 第三段：
    - 開始：〈In the Realm of the Basses〉（2.14）
    - 結束：〈Carrnal Knowledge〉（2.17）
      - 原因：韓定禮有了新的爱人。
- Aaron Rose
  - 開始：〈Pret-A-Poor J〉（2.08）
  - 結束：〈In the Realm of the Basses〉前（2.14）
    - 原因：韋倩蓮對韓定禮還有感覺。
- Gabriel Edwards
  - 開始：〈Seder Anything〉（2.21）
  - 結束：〈Southern Gentlemen Prefer Blondes〉（2.22）
    - 原因：Gabriel和利寶寶(Poppy Lifton)騙了韋倩蓮及家人的錢走了。
- 歐尼特
  - 開始：〈The Treasure of Serena Madre〉（3.11）
  - 結束：〈belle de jour〉（4.01）
    - 原因：Nate认为Serena在隐瞒了她和Dan的关系。